# Hannes W. Keller
Hannes W. Keller (St. Gallen, 1939) es un físico suizo, inventor de la celda piezoresistiva y uno de los principales mecenas para el deporte en la localidad de Winterthur.  Es el fundador y director ejecutivo de Keller AG für Druckmesstechnik, los expertos suizos para la medición de la presión desde 1974.

## Biografía
Estudió física en la ETH Zúrich.  A finales de los años 60, desarrolló en Honeywell Research Center (Minneapolis/USA) la celda de medida de silicio integrado.  En 1971 llevó esta tecnología a Suiza.  Su carrera en el mundo de la ingeniería de control comienza como empleado en la empresa Kistler.  Tras trabajar un tiempo en Winterthur, en 1973 lanza al mercado los primeros transductores de presión piezoresistivos con celdas aisladas.
En 1974 funda en Winterthur, Suiza, su propia compañía, Keller AG für Druckmesstechnik.  El negocio crece progresivamente, siendo distribuido el producto a distintos países europeos.
Su filosofía es la de ser no sólo los fabricantes y distribuidores, sino también, los vendedores de la marca.  Sus biógrafos destacan como rasgos fundamentales de su carácter su perfeccionismo, humildad y la autonomía e independencia que da a sus empleados para trabajar, de manera que la libertad cobra protagonismo en su modelo de gestión para engendrar innovación, compromiso y satisfacción en la gestión de los recursos humanos de la empresa.  Política que lo ha llevado a situarse como el fabricante líder europeo de transductores y transmisores de presión aislados. 
A pesar de su expansión internacional, Hannes W. Keller practica la localización de toda su industria en sus cinco principales sedes en Winterthur, Suiza.
En la actualidad, Keller AG continúa con el mismo modelo de gestión familiar, dando empleo a más de 400 empleados, filiales en más de once diferentes países y representaciones en Europa, América, Asia y Oriente Medio.

## Keller AG für Druckmesstechnik
Keller AG für Druckmesstechnik tiene su sede en Winterthur, Suiza.  El inventor de los instrumentos de medición de presión ha hecho de su empresa el principal fabricante europeo de transductores y transmisores de presión aislados.
El proceso completo de producción, desde la fabricación de los componentes individuales, la calibración del sensor y el control de calidad final de cada uno de los productos terminados, se lleva a cabo en Winterthur. Todos los productos Keller llevan oficialmente la denominación "Made in Switzerland".

## Otras actividades
Keller AG no sólo está implicada en el mundo de sistemas de medición de presión.  Durante varios años, la empresa apoya los eventos culturales y deportivos locales, entre ellos en calidad de patrocinador principal para el club de fútbol Winterthur desde 1999